# Oleksandr Serdjuk
Oleksandr Serdjuk, ukrajinski lokostrelec, * 3. julij 1978.
Sodeloval je na lokostrelskem delu poletnih olimpijskih igrah leta 2004, kjer je osvojil 15. mesto v individualni in tretje mesto v ekipni konkurenci.